# رولف ماجنوسون
رولف ماجنوسون هو مبارز بالسيف سويدي، ولد في 29 ديسمبر 1921 في ستوكهولم في السويد.

## وصلات خارجية
- رولف ماجنوسون على موقع أوليمبيديا (الإنجليزية)
- رولف ماجنوسون على موقع اللجنة الأولمبية السويدية (السويدية)